# Franz Poetsch
Franz Poetsch (* 28. Oktober 1912 in Artholz; † 20. August 1971 in Puchenau) war ein aus Südmähren stammender österreichischer Maler und Grafiker.

## Leben
Nach seinem Privatstudium in den Jahren von 1934 bis 1937 bei Alex Rothaug und Robert Eigenberger absolvierte er die Akademie der Bildenden Künste Wien bei Herbert Boeckl, Wilhelm Dachauer, Carl Fahringer sowie Ferdinand Andri und erhielt 1944 sein Diplom als akademischer Maler.
Seine Gemälde mit Stillleben- und Landschaftsdarstellungen sind in einem bis an die Grenze der Abstraktion gelangenden Expressionismus ausgeführt, der sich durch eine schwungvolle, fast asiatische Gestik und fallweise aufleuchtende, immer sensible und nuancenreiche Farbgebung auszeichnet.
Er war Mitglied der Wiener Sezession, der Künstlervereinigung MAERZ und des Oberösterreichischen Künstlerbundes. Werke von ihm befinden sich u. a. in der Gemäldesammlung des 20. Jahrhunderts in der kunsthistorischen Abteilung des oberösterreichischen Landesmuseums.

## Werke (Auswahl)

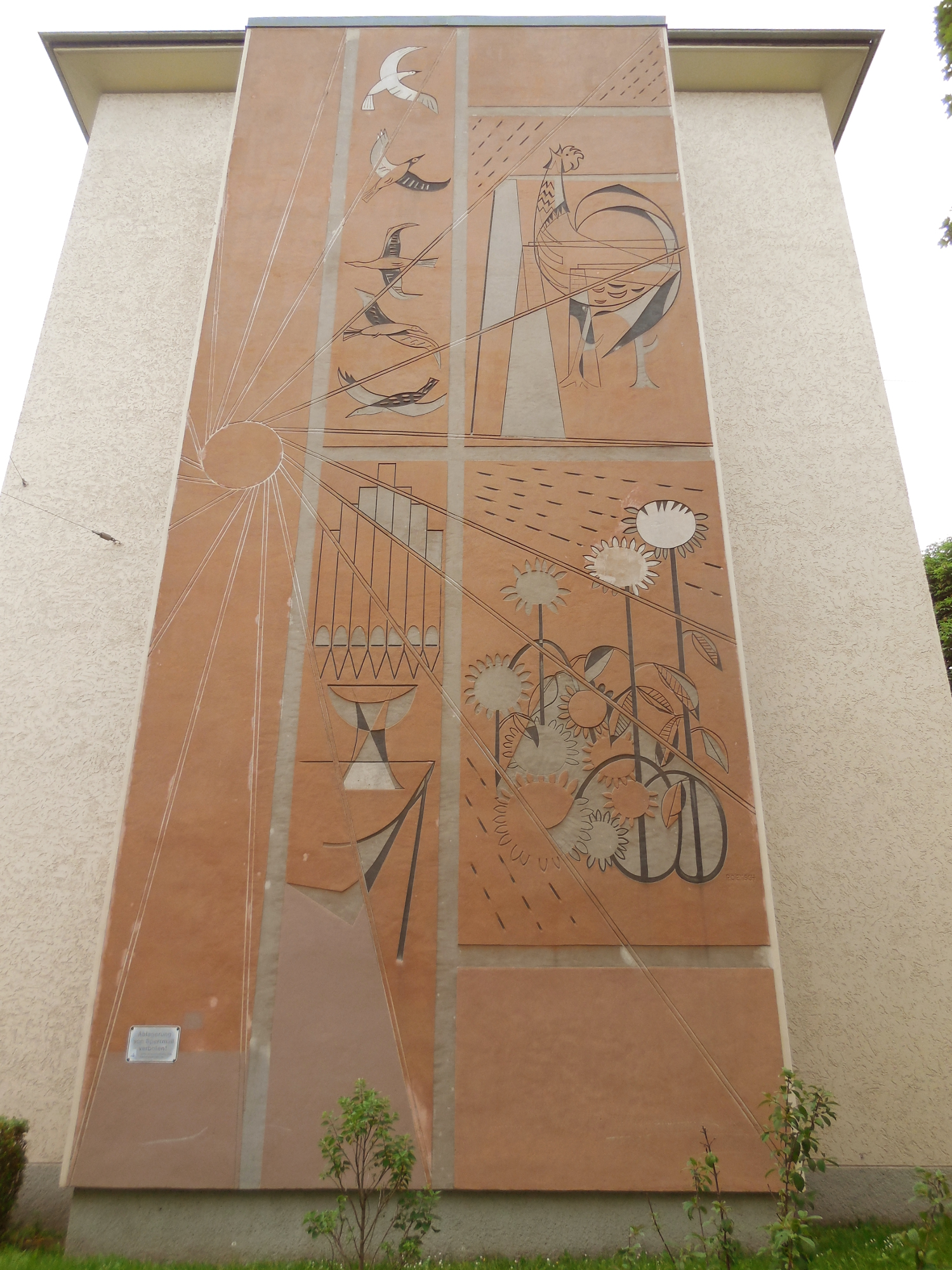
Sgraffito „Morgen“ in Linz

- Die vier Elemente (Sgraffito in Linz, Leonfeldner Straße 91, 1961)
- Vegatible Formen (Sgraffito in Linz, Leonfeldner Straße 89, 1960)
- Abend (Sgraffito an der gesamten Schmalfront des Hauses Linz, Linke Brückenstraße 59/51, 1963)
- Mittag (Sgraffito an der gesamten Schmalfront des Hauses Linz, Linke Brückenstraße 45/47, 1963)
- Morgen (Sgraffito an der gesamten Schmalfront des Hauses Linz, Linke Brückenstraße 41/43, 1963)
- Verkehr (Sgraffito mit fünf Darstellungen zum Thema Verkehr)

## Ausstellungen
- Kollektivausstellung mit Egon Hofmann und Otto Wutzel in der Neuen Galerie der Stadt Linz, Wolfgang-Gurlitt-Museum (1967)
- Gedächtnisausstellung in der Galerie der Mühlviertler Künstlergilde im Landeskulturzentrum Ursulinenhof (1986)

## Auszeichnungen
- Goldmedaille bei der Biennale in San Marino (1961)
- Verleihung des Titels Professor h.c.